# Eusphaeropeltis iris
Eusphaeropeltis iris är en skalbaggsart som beskrevs av Raffaello Gestro 1899. Eusphaeropeltis iris ingår i släktet Eusphaeropeltis och familjen Hybosoridae. Inga underarter finns listade i Catalogue of Life.